# Pat Condell

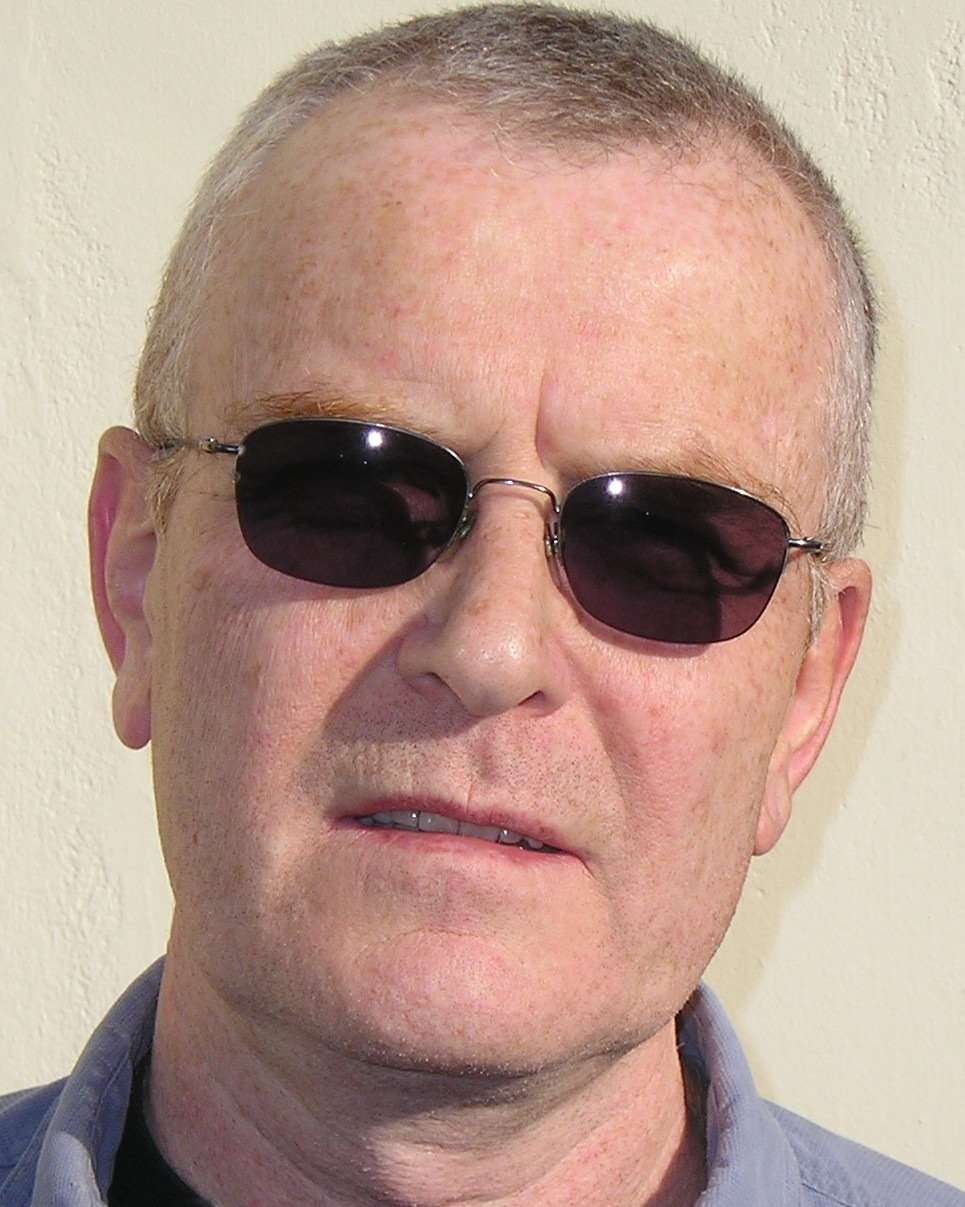
Pat Condell.

Pat Condell (Dublin, 23 november 1949) is een Engels komiek, auteur en maker van filmpjes op het internet. In zijn filmpjes neemt hij het op voor het secularisme en het atheïsme. Als atheïst heeft hij kritiek op alle grote geloven: het christendom, het jodendom, de Anglicaanse Kerk en Scientology, maar met name op de islam. Desgevraagd verklaart hij echter geen moeite te hebben met Boeddhisten, Hindoes en Sikhs, omdat zij "niet proberen de wereld over te nemen." In een van zijn internetmonologen reageerde hij op de film Fitna van Geert Wilders.
Vanaf 2018 heeft Condell ook kritiek op feministen en LGBTI-activisten in video's. Zijn video A Word to the Google Feminists werd na twee uur al verwijderd van YouTube omdat het in strijd was met het beleid van YouTube inzake haatzaaiende uitlatingen. Nadat zijn video tegen LGBT-voorlichting op scholen werd verwijderd door YouTube, besloot Condell om geen video's meer op YouTube te plaatsen.

## Jeugd
Pat Condell groeide op in een katholiek gezin. De scholen die hij bezocht, behoorden tot de Anglicaanse Kerk. Zijn vader was gokverslaafd en overleed al vrij jong aan leukemie. Het gezin verarmde en zag zich gedwongen vaak te verhuizen. Over zijn religieuze opvoeding vertelt Condell dat hij al op zeer jonge leeftijd zijn geloof opgaf. Condell: "Als je eenmaal ziet hoe groot de kloof is tussen wat mensen zeggen te geloven en hoe mensen handelen, dan is het moeilijk om gelovigen nog serieus te nemen."

## Condells monologen
Condell plaatst met regelmaat monologen op internet, onder meer op zijn eigen website en op YouTube. In zijn monologen uit Condell kritiek op religie in het algemeen en in het bijzonder kritiek op het christendom en kritiek op de islam - alhoewel hij ook over andere religies zeer kritisch is. Volgens Condell afficheert de islam zich ten onrechte als 'de religie van de vrede' terwijl de islam volgens Condell juist zeer agressief en onverdraagzaam is. In eigen land wordt Condell bekritiseerd: critici noemen zijn monologen beledigend en racistisch. In Nederland krijgt Condell bijval van onder meer cabaretier Hans Teeuwen.
Condells monologen zijn miljoenen keren bekeken. Volgens Condell bewijst zijn populariteit dat er een groot publiek is voor meningen die nu uit het publieke debat worden gefilterd omdat ze niet politiek correct zouden zijn. Atheïst Richard Dawkins is een fan van Pat Condell; via Dawkins' website is zelfs de dvd Anthology van Condell te bestellen.